# Burghclere Common
Burghclere Common är en by i civil parish Burghclere, i distriktet Basingstoke and Deane, i grevskapet Hampshire, i England. Byn är belägen 5 km från Newbury. Byn hade 661 invånare år 2021.